# مقياس ميدفيديف - شبونهوير - كارنيك
مقياس ميدفيديف - شبونهوير - كارنيك، المعروف أيضًا باسم MSK أو MSK-64، هو مقياس شدة الزلزالية الكبيرة يُستخدم لتقييم شدة اهتزاز الأرض على أساس التأثيرات المرصودة في منطقة يحدث فيها زلزال.
اقترح المقياس لأول مرة من قبل سيرجي ميدفيديف (اتحاد الجمهوريات الاشتراكية السوفياتية)، فيلهلم شبونهوير (ألمانيا الشرقية )، وفيت كارنيك [الإنجليزية] (تشيكوسلوفاكيا ) في عام 1964. كان يعتمد على التجارب المتاحة في أوائل الستينيات من تطبيق مقياس ميركالي المعدل ونسخة 1953 من مقياس سيرجي ميدفيديف، المعروف أيضًا باسم مقياس GEOFIAN.
أصبح مقياس MSK، مع تعديلات طفيفة في منتصف السبعينيات وأوائل الثمانينيات،  مستخدمًا على نطاق واسع في أوروبا والاتحاد السوفيتي. في أوائل التسعينيات، استخدمت اللجنة الأوروبية لرصد الزلازل (ESC) العديد من المبادئ التي صيغت في MSK في تطوير مقياس الزلازل الأوروبية، والذي أصبح الآن معيارًا واقعيًا لتقييم شدة الزلازل في البلدان الأوروبية. لا يزال MSK-64 مستخدمًا في الهند وإسرائيل وروسيا وفي جميع أنحاء دول الكومنولث المستقلة.

## مقياس ميدفيديف - شبونهوير - كارنيك
مقياس ميدفيديف - شبونهوير - كارنيك مشابه إلى حد ما لمقياس ميركالي المعدل (MM) المستخدم في الولايات المتحدة. يحتوي مقياس MSK على 12 درجة شدة معبرًا عنها بالأرقام الرومانية (لمنع استخدام الكسور العشرية):
| I. غير محسوس          | غير محسوس، مسجل فقط بواسطة أجهزة قياس الزلازل . لا يوجد تأثير على الأشياء. لا ضرر للمباني. |
| II. بالكاد محسوس      | يشعربه عدد قليل من الأشخاص داخل المباني. تتأرجح الأجسام المعلقة قليلا. لا ضرر للمباني. |
| III. ضعيف             | يشعر بها عدد من الأشخاص داخل المباني. تتأرجح الأجسام المعلقة قليلا. لا ضرر للمباني. |
| IV. ملحوظ إلى حد كبير | يشعر بها عدد كبير من الأشخاص داخل المباني، وعدد قليل جدا منهم خارج المباني. يستيقظ عدد قليل من الناس. اهتزاز معتدل. يشعر المراقبون بارتجاف طفيف أو تأرجح في المبنى، الغرفة، السرير، الكرسي، إلخ. حشرجة الزجاج، النوافذ والأبواب. تتأرجح الأجسام المعلقة. يهتز الأثاث الخفيف بشكل واضح في حالات قليلة. لا ضرر للمباني. |
| V. إلى حد ما قوي      | يشعر معظم الناس داخل المباني، وقليل من هم في خارج المباني. قلة من الناس خائفون ويركضون في الهواء الطلق. يستيقظ كثير من الناس النائمين. يشعر المراقبون بهزة قوية أو اهتزاز في المبنى أو الغرفة أو الأثاث بالكامل. تتأرجح الأجسام المعلقة بشكل كبير. تتصادم الصينية والزجاج محدثة قعقعة. تتأرجح الأبواب والنوافذ وتُفتح أو تغلق. في حالات قليلة، تنكسر ألواح النوافذ. تتذبذب السوائل وقد تتسرب من الحاويات المملوءة بالكامل. قد تصبح الحيوانات في الداخل مضطربة. أضرار طفيفة في عدد قليل من المباني سيئة التشييد. |
| VI. قوي               | يشعر به معظم في داخل المباني ومن كثير في خارج المباني. عدد قليل من الأشخاص يفقدون توازنهم. كثير من الناس خائفون ويركضون في الهواء الطلق. قد تسقط الأشياء الصغيرة وقد ينتقل الأثاث. قد تنكسر الأطباق والأواني الزجاجية. قد تخاف حيوانات المزرعة. تلف مرئي لهياكل البناء، تشققات في الجص. شقوق متفرقة على الأرض. |
| VII. قوي جدا          | يشعر معظم الناس بالخوف ويحاولون الجري في الهواء الطلق. تُنقل الأثاث وقد تُقلب. الأشياء تسقط من الرفوف. رذاذ الماء من الحاويات. أضرار جسيمة للمباني القديمة، انهيار مداخن البناء. انهيارات أرضية صغيرة. |
| VIII. متلف            | يجد الكثير من الناس صعوبة في الوقوف، حتى في الخارج. قد يكون الأثاث مقلوبًا. يمكن رؤية الأمواج على أرض ناعمة جدًا. الهياكل القديمة تنهار جزئيًا أو تتعرض لأضرار جسيمة. تفتح التشققات والشقوق الكبيرة مسببة سقوط صخري. |
| XI. مدمر              | هلع عام. قد يُلقى الناس قسراً على الأرض. تُرى الأمواج على أرض ناعمة. انهيار الهياكل دون المستوى. أضرار جسيمة للهياكل جيدة البناء. تمزق خطوط الأنابيب تحت الأرض. التصدع الأرضي والانهيارات الأرضية على نطاق واسع. |
| X. مكتسح              | المباني مدمرة والبنية التحتية معطلة. انهيارات ارضية ضخمة. اندلاق المسطحات المائية، مما يتسبب في فيضانات في المناطق المحيطة وتشكيل مسطحات مائية جديدة. |
| XI. كارثي             | انهيار معظم المباني والمنشآت. انتشار الاضطرابات الأرضية، تسونامي. |
| XII. كارثي جدا        | تدمير جميع المباني السطحية والباطنية بالكامل. تغير المناظر الطبيعية بشكل عام، تغير مسارات الأنهار، أمواج تسونامي. |

## روابط خارجية
- خرائط شدة الزلازل المستندة إلى MSK-64 لروسيا